# Thayeria
Thayeria – rodzaj słodkowodnych ryb z rodziny kąsaczowatych (Characidae). 

## Klasyfikacja
Gatunki zaliczane do tego rodzaju:
- Thayeria boehlkei – hokejówka amazońska[3], hokejówka[4]
- Thayeria ifati
- Thayeria obliqua – hokejówka z Santa Maria[5], hokejówka krótkopręga[6]

Gatunkiem typowym jest Thayeria obliqua.